# Somebody's Watching
Somebody's Watching is het vierde studioalbum van Rare Bird. Opnieuw zijn er veranderingen in de personele samenstelling van de band. Opvallend is de aanwezigheid van Nic Potter, bassist van Van der Graaf Generator. Potter speelde mee op dit album en ook op de bijbehorende tournee, maar was bij de opname van het volgende album alweer vertrokken. Opnamen vonden plaats in de Polydor Studio, Island Studio en Lansdowne Studio.

## Musici
- Steve Gould – zang, gitaar en basgitaar op Who is the hero
- Dave Kaffinetti – toetsinstrumenten
- Andy Curtis – gitaar
- Nic Potter – basgitaar
- Fred Kelly – slagwerk

met medewerking van:
- Paul Korda, Nicky James, Kevin Lamb – achtergrondzang
- Al Matthews, Sammi Abu en Paul Holland – percussie op Dollars
- John Wetton – basgitaar op Dollars

## Muziek
A few dollars more is een bewerking van Ennio Morricone's muziek voor die film.

| Nr. | Titel                      | Duur |
| --- | -------------------------- | ---- |
| 1.  | Somebody's watching        |      |
| 2.  | Third time around          |      |
| 3.  | Turn your head             |      |
| 4.  | More and more              |      |
| 5.  | Hard time                  |      |
| 6.  | Who is the hero            |      |
| 7.  | High in the morning        |      |
| 8.  | Dollars                    |      |
| 9.  | A few dollars more         |      |
| 10. | Virginia (bonustrack)      |      |
| 11. | Lonely street (bonustrack) |      |